# Eurya strigillosa
Eurya strigillosa là một loài thực vật có hoa trong họ Pentaphylacaceae. Loài này được Hayata mô tả khoa học đầu tiên năm 1908.